# Augusta van Pels
Augusta van Pels est née le 29 septembre 1900 à Buer et morte au camp de concentration de Theresienstadt le 9 avril 1945, à l'âge de 44 ans.
En 1942, elle, son mari et son fils rejoignent l'annexe où vit la famille Frank. Ils vivent là jusqu'au 4 août 1944, jour où les occupants de l'annexe sont arrêtés. En novembre 1944 elle revoit une dernière fois Margot et Anne Frank à Bergen-Belsen. Le 6 février 1945 elle est transférée vers le kommando Raguhn qui dépend du camp de Buchenwald. Elle meurt certainement pendant le trajet vers Theresienstadt ou à son arrivée.

## Décrite par Anne Frank
Anne Frank la décrit comme vaniteuse et coquette. Elle protège beaucoup trop Peter, avec qui elle se dispute souvent, soutenue par son mari, Hermann van Pels (toujours selon Anne). Augusta ne s'entend pas très bien avec Edith Frank. Elle se dispute régulièrement avec son mari Hermann. Mais à la fin de leur vie à l'Annexe et durant leur déportation, elle devient très proche d'Edith, de Margot et d'Anne Frank.